# Nanna (godin)

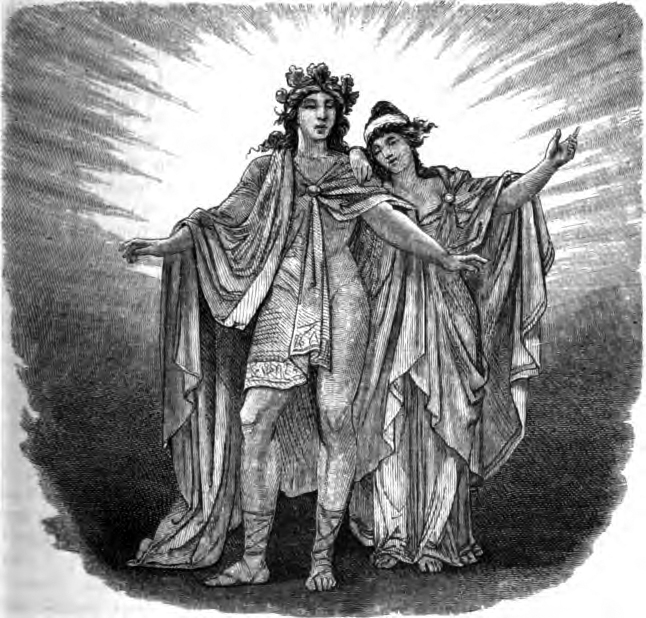
Baldr en Nanna

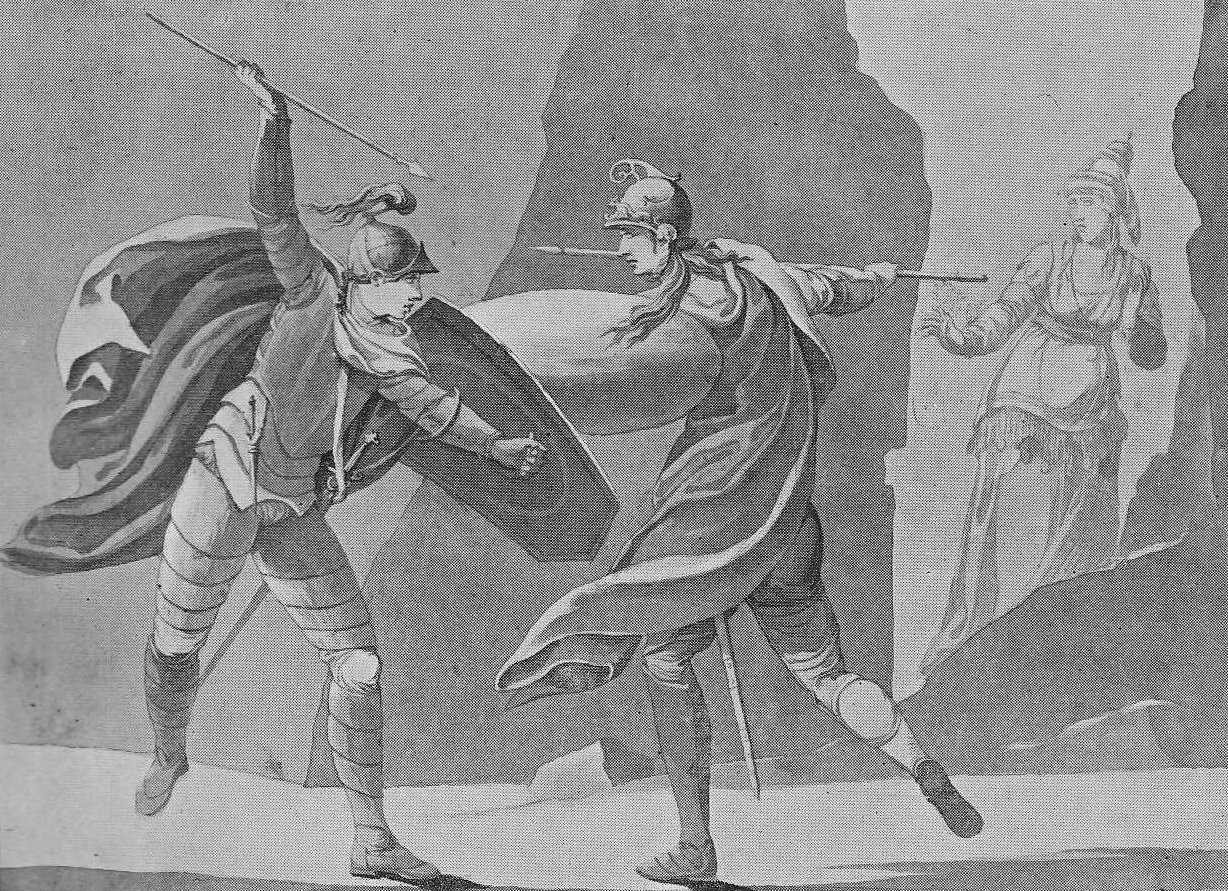
Baldr en Hothr vechten terwijl Nanna toekijkt

Nanna is in de Noordse mythologie de vrouw van Baldr, moeder van Forseti en dochter van Nepr. Ze is een reuzin maar wordt Asin nadat ze met Baldr getrouwd is. Als Baldr wordt gedood door zijn blinde broer Höðr, gaat zij ten onder aan haar verdriet en werpt zichzelf op de brandstapel van zijn lijkverbranding op zijn wegdrijvende schip Hringhorn.